# Z 4200
Les Z 4200 sont une série de quinze fourgons automoteurs mis en service par la Compagnie du Midi entre 1930 et 1931 sous la dénomination Z 23201 à 15.
Ces engins (les seuls fourgons automoteurs de la SNCF) sont d'abord affectés à la desserte des embranchements des lignes pyrénéennes. À la création de la SNCF, ils assurent des trains omnibus dans les banlieues bordelaise et parisienne. Dix ans plus tard, ils reprennent leurs services dans les Pyrénées avant de terminer leur carrière, en 1975, à la tête de trains de travaux dans la région sud-ouest.

## Conception et caractéristiques techniques

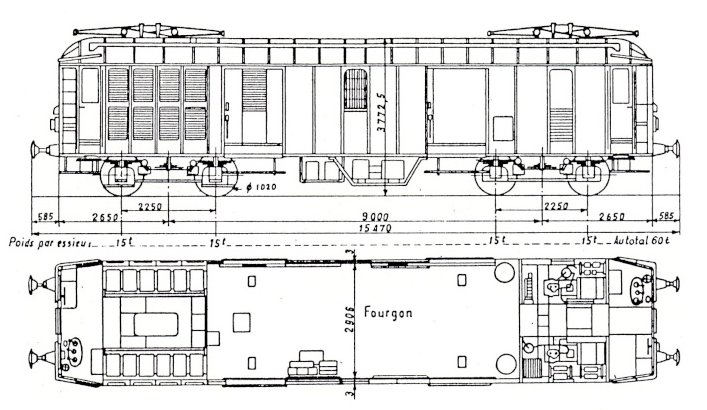
Plan du Z 4200.

Les Z 23200 partagent beaucoup d'éléments communs avec les BB 4100 ou BB 4600 : silhouette générale, bogies. De conception OCEM - Midi, elles sont, comme les locomotives, construites dans les ateliers CEF de Séméac. Elles peuvent être considérées comme une demi-BB Midi (disposant d'un seul bogie moteur) complétée d'une partie fourgon. À la différence des locomotives toutefois, c'est la caisse et non les bogies qui supporte les organes d'attelage et de tamponnement. Il s'agit de la seule série de fourgon automoteur de la SNCF.
Leur unique moteur est fabriqué par Siemens sur des plans CEF, dans le cadre des réparations de guerre en nature. La partie fourgon de leur caisse admet une charge de cinq tonnes.
Ces automotrices ne peuvent être couplées mais peuvent remorquer des voitures voyageurs ou des wagons de marchandises.

## Carrière
Les premières Z 23200 sont livrées en 1930 et affectées à Tarbes, mais dès 1932 la série est intégralement mutée à Bayonne ; elle est alors affectée à la desserte d'embranchements pyrénéens où elle reprend les dernières circulations en marche à vue encore assurées par des locomotives à vapeur. En 1938, au moment de la création de la SNCF, certaines des automotrices rejoignent les dépôts de Bordeaux-Saint-Jean, Bordeaux-Bastide et Paris-Sud-Ouest pour assurer quelques trains omnibus. En 1949 elles sont numérotées Z 4200 et à nouveau regroupées à Bayonne où elles reprennent leurs anciens services. En 1971, alors qu'elles sont remplacées par des Z 4100 ou que les lignes sur lesquelles elles circulaient ferment, elles sont ventilées sur plusieurs dépôts de la région sud-ouest et reléguées à la traction de trains de travaux. Les derniers exemplaires de la série sont radiés en 1975.
Deux exemplaires participent, à la fin de leur carrière, à des essais. La Z 4203 et attachée au dépôt des Aubrais et sert, attelée aux Z 4001 et 2, à tester la technologie des thyristors sur la liaison Brétigny - Dourdan en 1971. La Z 4212 est modifiée aux ateliers d'Hellemes ; accouplée à la CC 14003, elle expérimente en 1976 des modèles d'onduleurs.

## Modélisme
Les Z 4200 ont été reproduites à l'échelle HO par l'artisan ApocopA sous forme d'une caisse en résine à monter sur un châssis de son choix, puis en 2019 montées, peintes et numérisées. Elles ont aussi été reproduites par les Éditions Atlas à l'échelle HO dans la collection « Automotrices des réseaux français ».